# Luis Duarte
Fernando Luis Duarte Mungi (Piura, 10 aprile 1941 – Lima, 3 settembre 2017) è stato un cestista peruviano.
Era il fratello di Enrique, Raúl e Ricardo Duarte.

## Carriera
Con il Perù ha preso parte alle Olimpiadi del 1964, disputando 5 partite.